# Medio periodo
Il medio periodo è in macroeconomia una prospettiva temporale (generalmente di diversi anni, all'incirca cinque) all'interno della quale è realistico assumere che vi possano essere variazioni nel mercato del lavoro per effetto di variazioni nella produzione aggregata; di conseguenza anche il livello generale dei prezzi entra a far parte delle variabili determinanti l'equilibrio economico. 
La considerazione dei prezzi permette inoltre di analizzare il meccanismo di aggiustamento che si determina nel corso del medio periodo a seguito di variazioni nell'equilibrio di breve periodo. L'analisi del passaggio dall'equilibrio di breve periodo all'equilibrio di lungo periodo, attraverso il processo di aggiustamento di medio periodo, è rappresentata dal modello AD-AS, che è un'evoluzione del modello IS-LM ottenuta eliminando l'ipotesi (non più realistica nel medio periodo) di stabilità del mercato del lavoro e quindi dei prezzi.
Il riferimento temporale (in termini di anni) del medio periodo non è uguale per tutti i sistemi economici, ma dipende dalla sensibilità con cui il mercato del lavoro di un certo paese reagisce alle variazioni di breve periodo e ai fattori che determinano l'aggiustamento di medio periodo.